# Héloïse de Coulombs
La bienheureuse Héloïse de Coulombs (ou Helvise ou Helwisa) est une recluse française qui vécut sous l'obédience de l’abbaye bénédictine Notre-Dame de Coulombs, dans le diocèse de Chartres, décédée vers 1066.

## Biographie
Elle épouse en premières noces le vicomte Hugues II de Meulan, puis en secondes noces Alexandre dit Azzelin. Elle eut plusieurs enfants de ce deuxième mariage, dont Godefroi qui devint abbé de Coulombs.
En 1066, l'abbaye reçut en héritage ses propriétés de Lainville, Lesseville, Montalet-le-Bois, Montreuil-sur-Epte, Meulan et Jambville,.
Elle est considérée comme bienheureuse par l'Église catholique romaine, et célébrée le 11 février. Elle est parfois nommée « sainte » Helvise par abus de langage, et apparait dans les chartes sous le nom d'Helvisa. L'église paroissiale Saint-Chéron de Coulombs détient ses reliques dans un reliquaire en forme de buste. Elle figure aussi sur un vitrail de cette même église.